# جزيرة ملقا
جزيرة ملقا (بالملايوية: Pulau Melaka)‏، هي جزيرة من صنع الإنسان في مدينة ملقا، ولاية ملقا، ماليزيا. انتهي من استصلاح أول جزيرة تبلغ مساحتها 40 هكتارًا وجسر 30 مترًا يربط بالبر الرئيسي.

## وصلات خارجية
- HarbourCityMalacca.com
Hatten Group - Harbour City Pulau Melaka
A Holiday Destination Deeply Anchored By Theme Park, Mall & Hotels